# Gydaboezem
De Gydaboezem, Gydanboezem (Russisch: Гыданская губа; [Gydanskaja goeba]), Gydabaai of Gydanbaai (Russisch: Гыданский залив; [Gydanski zaliv]) is de benaming voor het estuarium van de rivier de Gyda tussen de beide uitlopers van het schiereiland Gyda; het schiereiland Javaj in het westen en het schiereiland Mamonta in het noorden van Siberië.
De boezem vormt onderdeel van de Karazee en heeft een lengte van 200 kilometer en een gemiddelde diepte van 5 tot 8 meter. In het oosten staat de boezem in verbinding met de Joeratsenboezem (of Joeratsenbaai) en in het zuiden stroomt de rivier de Joeribej in de boezem uit. Het grootste deel van het jaar is de boezem bedekt met ijs. De Gydaboezem kent een getijde met een getijverschil van 1 meter.